# Список легіонерів в українському жіночому вищому футбольному дивізіоні
Нижче подано список іноземних футболісток, що коли-небудь грали в українській вищій жіночій лізі.

## Громадянство

### Австралія
- Айві Люїк – Нафтохімік (Калуш)[1]

### Білорусь
- Анна Денисенко – Житлобуд-1
- Юлія Денисенко – Житлобуд-1
- Оксана Знайденова – Нафтохімік (Калуш)[1], Житлобуд-1
- Лілія Киселевич – Нафтохімік (Калуш)[1]
- Анна Татаринова – «Металург-Дончанка», Житлобуд-1
- Тетяна Шрамок – Нафтохімік (Калуш)[1], Житлобуд-1, Легенда

### Болгарія
- Єлісавєта Тодорова – Зоря-Спартак (Луганськ), Нафтохімік (Калуш)[1], Іллічівка (Маріуполь)
- Радослава Славчева – Зоря-Спартак (Луганськ), Нафтохімік (Калуш)[1], Іллічівка (Маріуполь)

### Бразилія
- Лаїс Естевам Рібейро Карвальйо – Львів
- Жизелле Ласерда – Житлобуд-1[2]
- Каміла Амброзіо Магальяес – Львів
- Лідіане Де Олівейра – Львів
- Аманда Кароліна Де Соуза – Львів
- Вікторія Араужо Дос Сантос – Львів
- Аріане Негрі Перейра – Львів
- Аліне Веріссімо Де Фрейтас Перейра – Львів
- Тамара Сена – Львів

### Вірменія
- Крістіне Алексанян – Нафтохімік (Калуш)[1], Житлобуд-1
- Анна Карапетян – Нафтохімік (Калуш)[1]
- Гаяне Костанян – Нафтохімік (Калуш)[1]
- Ольга Осіпян – Восход (Стара Маячка)
- Арміне Хачатрян – Нафтохімік (Калуш)[1], Житлобуд-2, Ятрань-Берестівець, Пантери (Умань)

### Гана
- Гіфті Ачемпонг – Восход (Стара Маячка)[3]

### Грузія
- Ніно Пасікашвілі – Житлобуд-1[4]
- Лела Чічінадзе – Житлобуд-1, Єдність-ШВСМ

### Єгипет
- Алі Махіра – Кривбас

### Казахстан
- Ірина Сандалова – Восход (Стара Маячка)

### Камерун
- Жозефін Нганді – Восход (Стара Маячка)[3]
- Юсіз Сонкенг – Кривбас

### Кенія
- Мусунгу Синтія – Кривбас

### Кот-д'Івуар
- Інес Гогогуй – Восход (Стара Маячка)[3]

### Латвія
- Марія Ібрагімова – Єдність-ШВСМ

### Мексика
- Анхулі Ладрон – Нафтохімік (Калуш)[1]

### Молдова
- Крістіна Долговіч – Нафтохімік (Калуш)[1]
- Інна Будештян – Нафтохімік (Калуш)[1]
- Анастасія Сіволобова – Ятрань-Берестівець[3]

### Нігерія
- Марія Алуко Єнтунде – Восход (Стара Маячка)[3]

### ПАР
- Вероніка Пьюа – Нафтохімік (Калуш)[1]

### Росія
- Валентина Орлова – Єдність-ШВСМ
- Тетяна Репейкіна – Борисфен (Запоріжжя), «Динамо» (Київ)
- Жанна Саніна – Житлобуд-1[5]
- Алевтина Утіцьких – Житлобуд-1[5]

### США
- Росіо Ернандес – Нафтохімік (Калуш)[1]